# Цинн, Иоганн Готтфрид
Иоганн Готтфрид Цинн (нем. Johann Gottfried Zinn, (4 декабря 1727, Швабах — 6 апреля 1759, Гёттинген) — немецкий медик и ботаник. Член Берлинской академии наук.

## Биография
Родился в обеспеченной семье в небольшой деревушке в Баварии недалеко от Нюрнберга.
Учился на медицинском факультете университета в Гёттингене. Был учеником известного профессора анатомии, физиологии и ботаники Альбрехта фон Галлера. После окончания университета Цинн переехал в Берлин, где впоследствии работал в институте, научная база которого позволяла проводить исследования в области анатомии и на базе полученных данных написать книгу.
В 1752 году становится членом Берлинской академии наук.
В 1753 году стал директором Ботанического сада Гёттингенского университета, а в 1755 году, там же, — профессором медицинского факультета.
В 1757 году Цинн описал род орхидей Дремлик (Epipactis) семейства Орхидные (Orchidaceae).
Вступает в активную переписку с великим шведским естествоиспытателем и врачом, создателем единой системы классификации растительного и животного мира Карлом Линнеем.
За свою короткую жизнь, Цинн внёс большой вклад в анатомию. Его главной работой явилось полное и всесторонее описание анатомии человеческого глаза, которое детально и систематически было дано в книге «Descriptio anatomica oculi humani».

## Работы
- A description of the flora around Göttingen (1753)
- Catalogus plantarum horti academici et agri gottingensis… (1757)
- Descriptio anatomica oculi humani iconibus illustrata (1765)

## Память

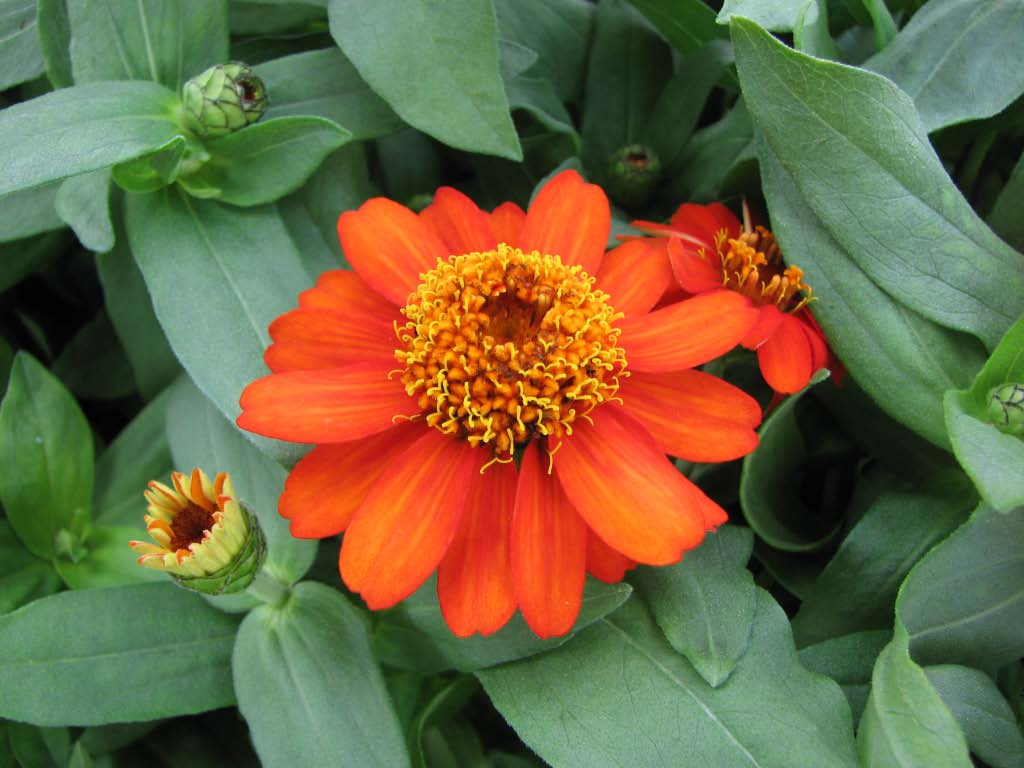
Цветок циннии

В честь Цинна Карлом Линнеем был назван род цветковых растений Zinnia (цинния).

Циннова связка на схеме строения человеческого глаза

В честь Цинна также названы несколько медицинских терминов:
- Артерия Цинна (центральная артерия сетчатка, arteria centralis retinae) — артерия, начинающаяся от глазничной артерии и кровоснабжающая сетчатку.
- Сосудистое кольцо Цинна (сосудистое кольцо зрительного нерва, circulus vasculosus nervi optici).
- Циннова связка, или циннов ресничный поясок (поясок Арнольда, ресничный поясок, zonula ciliaris) — система волокон, идущих от ресничных отростков к капсуле хрусталика и прикрепляющихся в области его экватора; натяжение ресничного пояска при сокращении ресничной мышцы приводит к уменьшению кривизны хрусталика.